# Mascagnia lilacina
Mascagnia lilacina là một loài thực vật có hoa trong họ Malpighiaceae. Loài này được (S. Watson) Nied. mô tả khoa học đầu tiên năm 1908.